# مرکز شبکه‌های فضای دوردست گلدستون
مرکز شبکه‌های فضای دوردست گلدستون (به انگلیسی: Goldstone Deep Space Communications Complex) نام یک رصدخانه در بیابان موهاوی در ایالت کالیفرنیا است که به ناسا وابسته است.